# Arroyo Aribayos
El arroyo Aribayos es un curso de agua del noroeste de la península ibérica, afluente del río Duero. Discurre por la provincia española de Zamora.

## Descripción
Discurre por la provincia de Zamora. El arroyo, que toma su nombre de un despoblado homónimo, pasa al sur de Bamba y desemboca en el río Duero cerca de Villalazán. El topónimo Aribayos ha sido relacionado con la palabra arribes. Aparece descrito en el segundo volumen del Diccionario geográfico-estadístico-histórico de España y sus posesiones de Ultramar de Pascual Madoz de la siguiente manera:

ARIBAYOS: riach. en la prov. de Zamora; toma su nombre del desp. de Aribayos: es de curso perenne y corre á 1 leg. de la villa de Vamba, por la parte del S., dirigiéndose al pueblo de Villalazan á unirse con el Duero, fertiliza con sus aguas 5 leg. de terreno, especialmente de huerta, que prod. con abundancia habas, cebollas y otras hortalizas: se crian en él muchos cangrejos.
(Madoz, 1846, p. 557)

Las aguas del río, perteneciente a la cuenca hidrográfica del Duero, terminan vertidas en el océano Atlántico.